# Gesing (Kandangan)
Gesing is een bestuurslaag in het regentschap Temanggung van de provincie Midden-Java, Indonesië. Gesing telt 4715 inwoners (volkstelling 2010).